# 倉田寛之
倉田 寛之（くらた ひろゆき、1938年〈昭和13年〉4月9日 - 2020年〈令和2年〉4月7日）は、日本の政治家。位階・勲章は従二位桐花大綬章。
参議院議長（第25代）、自治大臣（第48代）、国家公安委員会委員長（第58代）、参議院議員（4期）、参議院予算委員長、参議院国会対策委員長、千葉県議会議員（4期）等を歴任した。

## 来歴・人物
千葉県東葛飾郡（現松戸市）生まれ。東京学芸大学附属高等学校、成城大学経済学部卒業。
1967年、千葉県議会議員選挙に立候補し、初当選した。以後4期連続当選し、当時最年少で千葉県議会議長も務めた。
1983年、第13回参議院議員通常選挙に自由民主党公認で千葉県選挙区から立候補し、当選。以後4期連続当選。1987年、竹下内閣で通産政務次官に任命される。自民党内では清和会（福田赳夫→安倍晋太郎派）を経て政眞会（加藤六月グループ）に所属していたが、加藤らが宮澤内閣不信任決議案に賛成し自民党を離党した際はこれに同調せず、自民党に残留する（加藤は新生党結党に参加）。1995年には参議院自民党国会対策委員長に就任。同年のオウム真理教が起こした一連のテロ事件を受けて参議院に設置された、宗教法人等に関する特別委員会の委員長も務める。1996年、第1次橋本内閣で自治大臣兼国家公安委員会委員長に任命され、初入閣を果たした。
2002年、井上裕参議院議長が公設秘書の贈収賄関与発覚に伴い中途辞任したため、倉田が後任の参議院議長に選出された。2004年の第159回国会は内閣提出の年金制度改革関連法案に関して紛糾し、議事引き伸ばしの目的も兼ねた議長不信任決議案が提出された。6月5日の本会議では、議長自らの身分についての議案であるため本岡昭次副議長に議事を委ねたが、本岡が議事日程を無視して散会を宣言し、倉田が議長席に戻って「（議事日程が終了すれば散会が可能であるとする）参議院規則第82条に反するため散会は無効であり、会議を続けるために仮議長を選出する」と宣言する異例の事態となった。結局、散会が成立したとみなす野党と副議長が欠席する中で仮議長が選出されて議事が執り行われ、不信任決議案は否決となった。その後、倉田の議事運営により法案は可決された。翌月の第20回参議院議員通常選挙の後、倉田は議長を退任した。
2005年、郵政民営化法案の採決で反対票を投じ、造反。2007年の第21回参議院議員通常選挙には不出馬を表明し、当時千葉県議の石井準一を後継指名した上で政界から引退した。
2008年、桐花大綬章を受章し、千葉県松戸市名誉市民を贈られた。
2020年4月7日、心不全のため死去。81歳没。死没日をもって従二位に追叙された。

## 所属していた団体・議員連盟
- 神道政治連盟国会議員懇談会
- 日韓議員連盟

## 賞詞
- 桐花大綬章（2008年）
- 松戸市名誉市民（2008年）
- 従二位（2020年）